# ایستس ماریتیما
ایستس ماریتیما (نام علمی: Isoetes maritima) نام یک گونه از شاخه پنجه‌گرگ‌تباران است.